# 泡状細胞
泡状細胞(Bulliform cell)は、植物の葉の上層に現れる大きな泡状の表皮細胞である。多くの単子葉植物で発生するが、イネ科のものが最も有名である。水ストレスにより、これらの細胞で膨圧が失われると、葉が「巻いた」状態になる。干魃の時には、液胞から水分が失われ、多くの植物で、葉の両端が折り畳まれて閉じた状態になる。適当な水分が得られるようになると、これらの細胞は再び拡大し、葉は再び開く。折り畳まれた葉は日光に当たりにくく、蒸発が抑えられるため、水を保持しやすくなる。これらは、未成熟葉を展開させたり、雨季と乾季に応じて成熟葉を閉じたり開いたりする役割を果たしていると考えられている。